# Villa Colón
Villa Colón es un barrio del noroeste de la ciudad de Montevideo, capital de Uruguay. En sus orígenes constituyó una importante localidad aparte de Montevideo, siendo entonces una villa en sí misma. Con el transcurrir del tiempo, la zona fue conurbanizada con la pujante ciudad que se expandió hasta incorporarla como un barrio más, disminuyendo su tamaño original con la aparición de barrios vecinos.
En esta zona sobre las actuales calles Santa María y Gioia, hasta principios del siglo pasado funcionó una plaza de toros. Al ser prohibida su actividad por el Poder Legislativo de la época, la misma fue destruida en su totalidad.
En la Villa original también se encuentra el único Arco de Triunfo a Colón en las Puertas del Colegio Pío IX, institución educativa que nació como internado para varones, y que se convirtió para ambos sexos hace menos de 40 años; en la misma está presente el Complejo de Museos Colegio Pío IX, institución educativo-cultural que comenzó como gabinete de ciencias naturales en 1882, mismo año en que se fundó el Observatorio de Meteorología, reconvertido más tarde en museo. Estas estructuras se encuentran en el barrio conocido como Lezica.
La villa fue fundada por Perfecto Giot a mediados del siglo XIX. Giot se encargó de delinear sus avenidas, calles y plazas, al estilo del parque Monceau de París. Así mismo, plantó los hoy añosos Eucaliptus que siguen siendo atractivos del lugar.
En el barrio Colón actualmente se destacan: el Parque Giot, el Espacio Polideportivo Municipio G o el Castillo Idiarte Borda, entre otras construcciones.

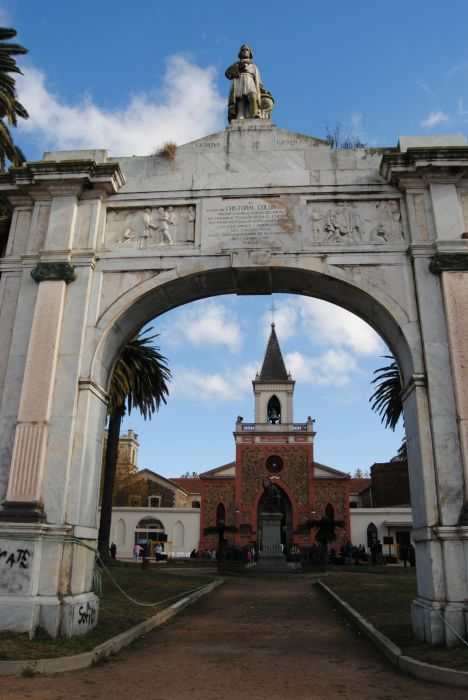
Arco de Triunfo de Cristóbal Colón